# Molophilus ternarius
Molophilus ternarius är en tvåvingeart som beskrevs av Alexander 1929. Molophilus ternarius ingår i släktet Molophilus och familjen småharkrankar. Inga underarter finns listade i Catalogue of Life.